# Araneus bispinosus
Araneus bispinosus là một loài nhện trong họ Araneidae.
Loài này thuộc chi Araneus. Araneus bispinosus được Eugen von Keyserling miêu tả năm 1885.